# Bobadilla (La Rioja)
Pour les articles homonymes, voir Bobadilla (homonymie).
Bobadilla est une commune de la communauté autonome de La Rioja, en Espagne.

## Démographie
| 1900 | 1910 | 1920 | 1930 | 1940 | 1950 | 1960 | 1970 | 1981 |
| ---- | ---- | ---- | ---- | ---- | ---- | ---- | ---- | ---- |
| 273  | 249  | 266  | 275  | 300  | 289  | 268  | 274  | 222  |

| 1991 | 2001 | 2011 | - | - | - | - | - | - |
| ---- | ---- | ---- | - | - | - | - | - | - |
| 188  | 161  | 139  | - | - | - | - | - | - |

## Administration

### Conseil municipal
La ville de Bobadilla comptait 100 habitants aux élections municipales du 26 mai 2019. Son conseil municipal (en espagnol : Pleno del Ayuntamiento) se compose donc de 5 élus.
| Parti | Parti                                    | Voix | %       | Élus  |
| ----- | ---------------------------------------- | ---- | ------- | ----- |
|       | Parti socialiste ouvrier espagnol (PSOE) | 45   | 51,14 % | 4 / 5 |
|       | Parti populaire (PP)                     | 39   | 44,32 % | 1 / 5 |
|       | Partido Riojano (PR+)                    | 4    | 4,55 %  | 0 / 5 |

### Liste des maires
| Mandat    | Maire | Maire                         | Parti |
| --------- | ----- | ----------------------------- | ----- |
| 1979-1983 |       | Ciriaco Tobías Azofra         | PSOE  |
| 1983-1987 |       | Ciriaco Tobías Azofra         | PSOE  |
| 1987-1991 |       | Ciriaco Tobías Azofra         | PSOE  |
| 1991-1995 |       | Ciriaco Tobías Azofra         | PSOE  |
| 1995-1999 |       | Ildefonso Somalo García       | PP    |
| 1999-2003 |       | Ildefonso Somalo García       | PP    |
| 2003-2007 |       | Miguel Ángel Rodríguez Neila  | PP    |
| 2007-2011 |       | Miguel Ángel Rodríguez Neila  | PP    |
| 2011-2015 |       | Miguel Ángel Rodríguez Neila  | PP    |
| 2015-2019 |       | Miguel Ángel Rodríguez Neila  | PP    |
| 2019-2023 |       | Encarnación Lejárraga Lacalle | PSOE  |